# Ocellularia endomelaena
Ocellularia endomelaena är en lavart som beskrevs av Johannes Müller Argoviensis 1893. 
Ocellularia endomelaena ingår i släktet Ocellularia och familjen Thelotremataceae. Inga underarter finns listade i Catalogue of Life.